# Джек Ричер, или Граница полуночи
«Джек Ричер, или Граница полуночи» (англ. The Midnight Line) — детективный триллер английского писателя Ли Чайлда, вышедший в 2017 году. Двадцать вторая книга из серии о бывшем военном полицейском Джеке Ричере.

## Сюжет
Расставшись с федеральным агентом Мишель Чан после событий романа «Джек Ричер, или Заставь меня», Джек Ричер оказывается в Висконсине. В витрине ломбарда одного из небольших городков он видит кольцо выпускника Военной академии США, судя по размеру, принадлежавшее женщине. Решив, что с такой вещью просто так не расстаются, Ричер решает купить кольцо и найти его владелицу. Хозяин ломбарда направляет его к байкеру по имени Джимми Крыса. Расправившись с подручными Крысы, Джек узнаёт, что кольцо попало к байкеру от владельца прачечной из Рапид-Сити в Южной Дакоте по имени Артур Скорпио. После того, как Ричер уходит, Джимми предупреждает Артура о том, что его ищут.
В Рапид-сити Ричер встречает двух других людей, интересующихся Скорпио: Глорию Накамура, детектива, занимающуюся расследованием махинаций владельца прачечной, и частным сыщиком Терренсом Брамоллом, бывшим агентом ФБР. От Скорпио Ричер узнаёт следующее имя - Сай Портерфилд, живущий в местечке Мул Кроссинг в Вайоминге. От суперинтенданта Военной академии Джек узнаёт и имя той, кого разыскивает - Серена Роуз Сандерсон. Детектив Накамура перехватывает отправленное Скорпио сообщение некоему Билли, с указанием убить Ричера.
В Вайоминге Джек узнаёт, что Портерфилд уже полтора года как мёртв. Накамура предупреждает Ричера о Билли. Джек намеревается застать киллера врасплох у него дома, но никого не обнаруживает. Проведя обыск, Ричер находит коробку из под обуви, полную денег. Такая же коробка, по словам местного шерифа, была найдена после смерти Портерфилда. Джек предполагает, что Билли сменил Портерфилда в каком-то грязном деле. Узнав, что Билли не получал сообщения от Скорпио, Ричер остаётся в его доме, куда приезжает Терренс Брамолл. Узнав, что они занимаются поисками одного и того же человека, Ричер и Браммолл направляются в дом Портерфилда и находят подтверждение, что тот жил с какой-то женщиной. Однако опрошенные соседи утверждают, что никогда её не видели. 
В это же время в Вайоминг приезжает и наниматель Браммола Тиффани Джейн Маккензи, сестра-близнец разыскиваемой Сандерсон, красивая миниатюрная женщина. Она подтверждает, что найденные в доме Портерфилда женские вещи могли принадлежать её сестре. Втроём они разрабатывают версию о том, что Серена принимает наркотики, это подтверждает и прибывший в дом Билли агент Управления по борьбе с наркотиками Кирк Нобл. Он рассказывает, что Билли занимался распространением синтетических наркотиков, поставки которого были повсеместно прекращены. Выйдя на поставщиков Билли, Управление по борьбе с наркотиками надеялось поставить точку в этом вопросе. Сам Билли находится в бегах и Нобл пообещал Ричеру сообщить ему, если он найдёт беглеца или Сандерсон.
Задавая вопросы о Серене, Ричер и его спутники привлекают внимание трёх ковбоев, которые оказываются друзьями Сандерсон. После того, как та соглашается на встречу с сестрой и её попутчиками, оказывается, что Сандерсон была ранена в Афганистане осколками самодельного взрывного устройства и её лицо было обезображено. Это объясняло то, что видя Маккензи, никто её не узнавал, да и саму Сандерсон никто из местных никогда не видел. Чтобы избавиться от жутких болей, Серена начала принимать наркотики, в которых нуждалась всё больше и больше.
Маккензи предлагает сестре переехать к ней в Иллинойс, где та могла бы жить вдали от людей. Сандерсон соглашается при условии, что у неё будет достаточный запас наркотиков. В это время некий Стакли, сменивший Билли, рассказывает Скорпио о подозрительной троице и тот, узнавший Ричера, требует того, что не смог выполнить его предшественник. Стакли нанимает друзей Серены убить Джека, но тем не удаётся сделать это, и Ричер использует их, чтобы захватить запас Стакли, когда тот приезжает узнать, как выполнен его заказ. Сандерсон убивает Стакли из винтовки с оптическим прицелом, но запасов в его машине оказывается недостаточно.
Ричер проводит операцию по изъятию необходимых Серене наркотиков у Скорпио и заключает сделку с Ноблом, чтобы защитить Сандерсон от необходимости давать показания. Детектив Накамура пытается арестовать Скорпио, который без труда справляется с ней, но погибает от рук прибывшего Ричера. Также становится известно имя высокопоставленного военного, с чьей подачи происходила утечка подотчётных наркотиков. Вернув кольцо Серене, Джек проводит с ней ночь, а на утро направляется в сторону Канзаса.